# Geiranger
Geiranger es un pueblo y asentamiento noruego en el municipio de Stranda, en el corazón del fiordo de Geiranger, un fiordo lateral del Storfjorden en la provincia de Møre og Romsdal. El nombre probablemente proviene del nórdico geirr (‘lanza’) y angr que significa ‘fiordo’.
Geiranger, junto al fiordo de Geiranger, es uno de los destinos turísticos más visitados de Noruega. En 2019, Geiranger recibió escalas de 344 cruceros, la mayor cantidad de todos los puertos de Noruega.
Las atracciones más conocidas son las obras de Geirangervegen y Ørnevegen, los miradores Flydalsjuvet, Ørnesvingen y la montaña Dalsnibba, así como el fiordo con las cascadas Bruresløret, Friaren y De syv søstrene. En un valle lateral se encuentra la catarata Storsæterfossen, detrás de la cual se puede caminar. Geiranger y Geirangervegen son la frontera suroeste de la zona montañosa de Tafjordfjellene.
En 2005, los fiordos de Geiranger y Nærøy fueron incluidos en la lista de patrimonios mundiales de la Unesco. En 2006, estas dos zonas paisajísticas fueron nombradas, por la revista estadounidense National Geographic, como las mejor conservadas de todos los sitios del Patrimonio Mundial de la Unesco.

La iglesia de Geiranger es una iglesia octogonal de 1842, situada junto a la granja Maråk. En la granja Vinje hay un túmulo funerario de la época viquinga. Entre las granjas más antiguas del pueblo se encuentra Gjørva, que en el Medioevo estaba bajo Bakke kloster en Nidaros.

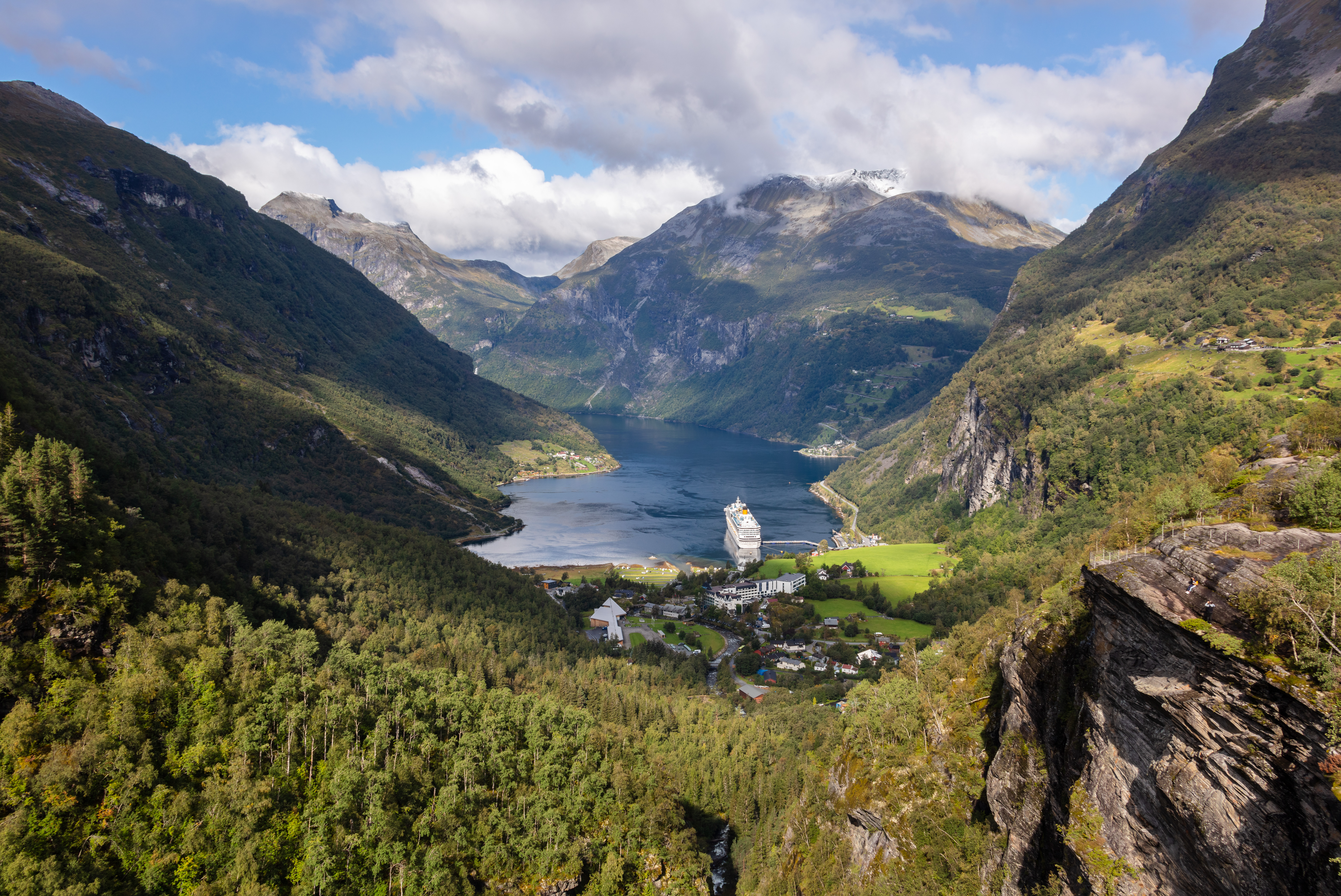
Geiranger y su fiordo.

## Toponimia
El nombre Geiranger probablemente proviene del nórdico geirr, que significa ‘lanza’, y angr, que significa ‘fiordo’, por lo que Geiranger puede ser originalmente el nombre del brazo del fiordo en sí. Antiguamente, la gente del pueblo decía «Gjårångjin». El nombre de la granja Gjørvad (o Gjørva), una antigua granja en el centro del pueblo, también puede estar relacionado con el nombre Geiranger: en 1303 se hacía referencia a Gjørvad como «Gefrunga (o Gefrunger) i Gerang» y en 1520 como «Gorang».
En nórdico, probablemente desde antes de la época viquinga, angr se usaba como nombre común para fiordos y respiraderos. La palabra sólo ha supervivido como parte de nombres compuestos de fiordos como Geiranger, Mauranger y Kvænangen y, en algunos casos, ha sido transferida a granjas y pueblos adyacentes.
Angr puede estar relacionado con el nórdico antiguo ǫngr, que significa ‘estrecho o angosto’. Los nombres de fiordos que terminan en -angr no se encuentran en Islandia y Groenlandia, lo que sugiere que dichos nombres de fiordos son más antiguos que la época viquinga. Una hipótesis sugiere que el nombre proviene de geine, que significa ‘caminar en zigzag’, típico de los caminos y carreteras de Geiranger.

## Geografía
En Geiranger llueve mucho menos que en las zonas más cercanas al mar. En Ørjasæter, la precipitación media anual es de 1 230 mm, mientras que en Ørsta y en Hjørundfjorden caen 2 000 mm al año. Los Alpes de Sunnmøre, al oeste de Geiranger, representan parte de las precipitaciones. Las mediciones de precipitaciones en los pueblos vecinos de Tafjord y Norddal muestran menos de 1 000 mm anuales en promedio; Tafjord también se caracteriza por veranos más calurosos que en la costa e inviernos relativamente suaves con temperaturas periódicamente particularmente altas en invierno.
En general, la zona tiene un clima invernal poco estable. Se pueden acumular grandes cantidades de nieve en el puerto de montaña de Stryn y Skjåk. La línea divisoria de aguas entre Geirangerelva y Glommavassdraget (a través de Otta y Gudbrandsdalslågen) discurre en Dalsnibba a unos 6 km en línea recta desde el fiordo. Djupvatnet es el extremo noroeste del Glommavassdraget y, según la zona de captación, también el punto extremo del Gudbrandsdalen.

## Galería de imágenes

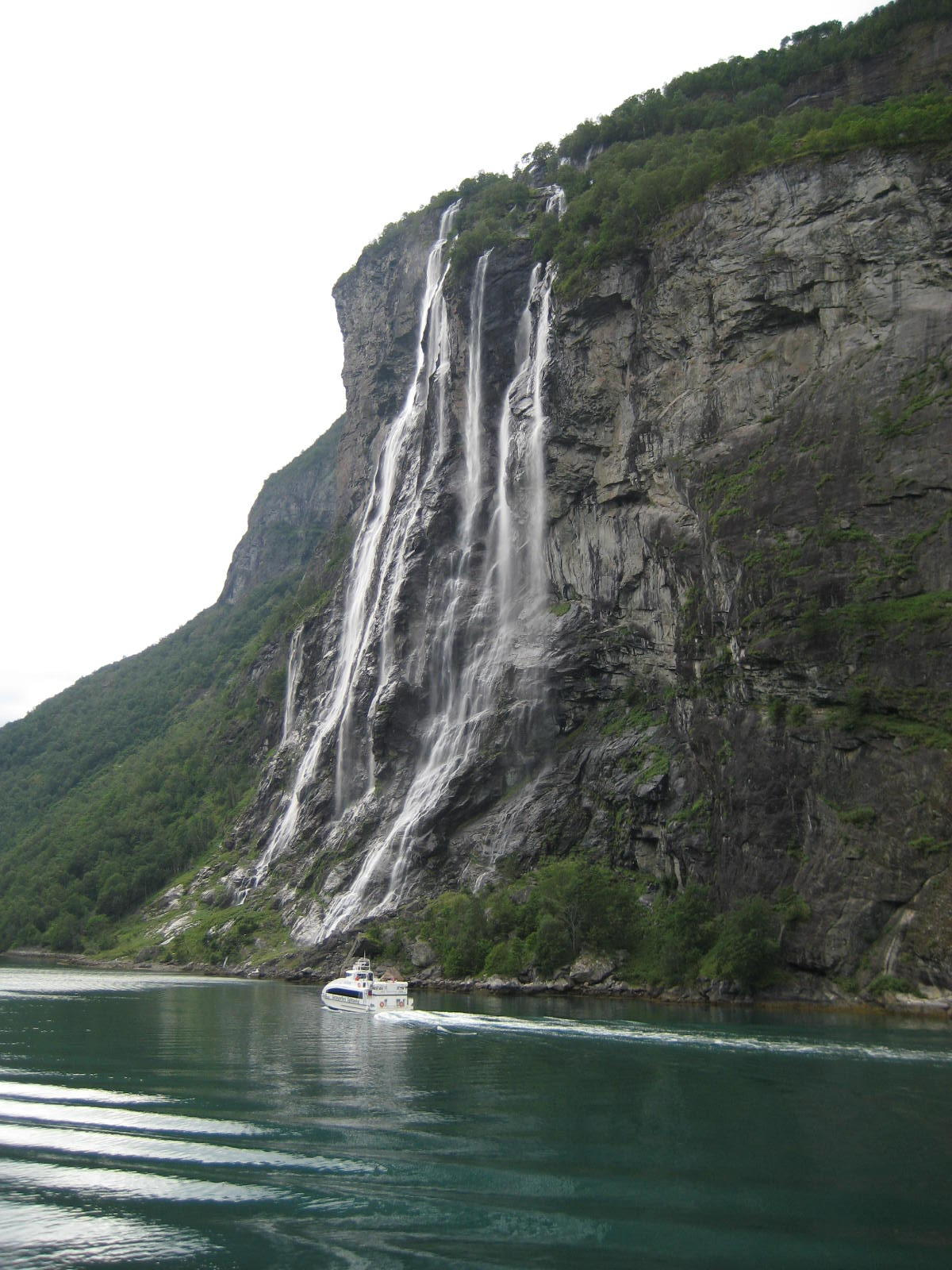
La cascada "Siete Hermanas" sobre el fiordo de Geiranger.
Iglesia parroquial, Geiranger.
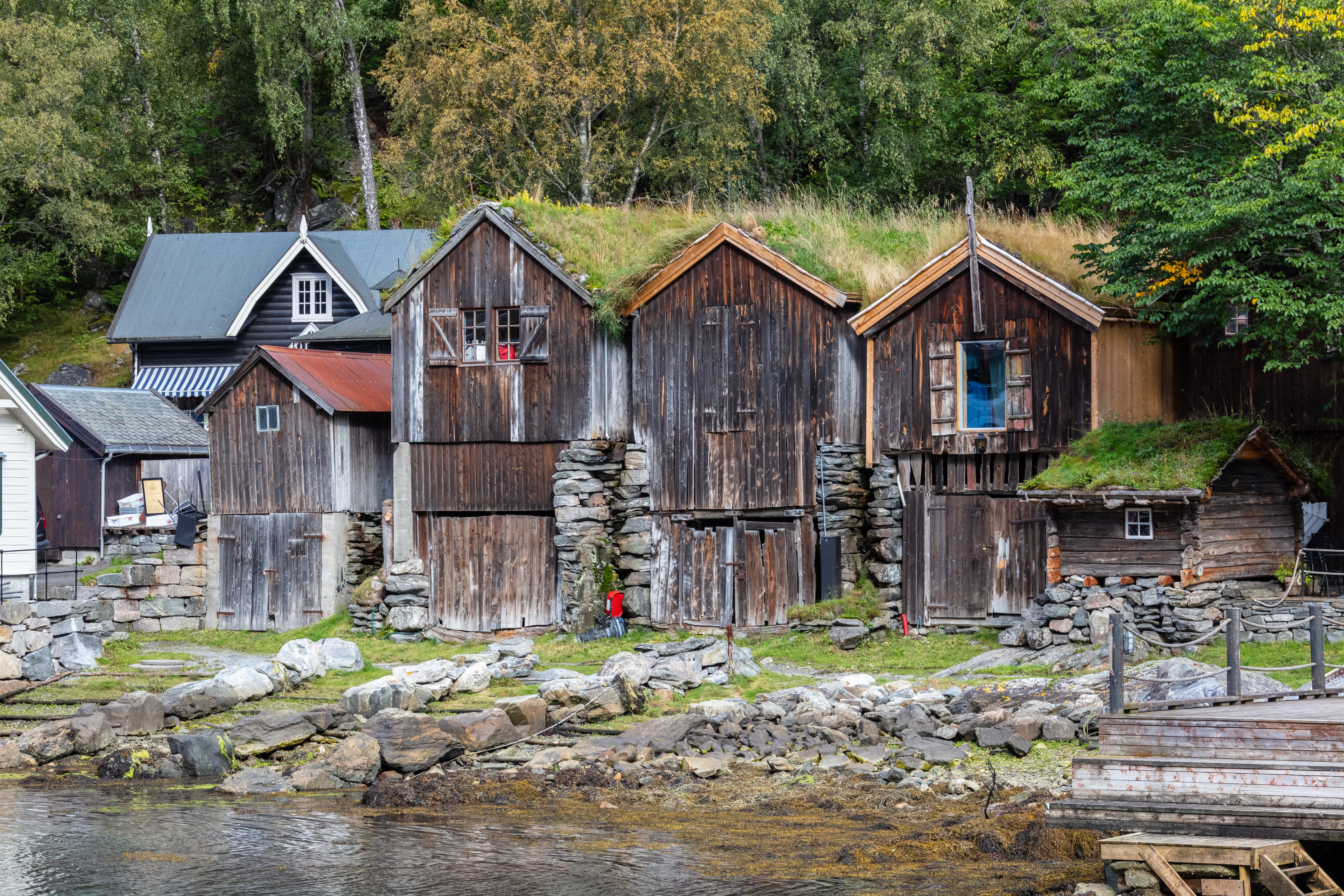
Antiguas casas de pescadores en la costa.
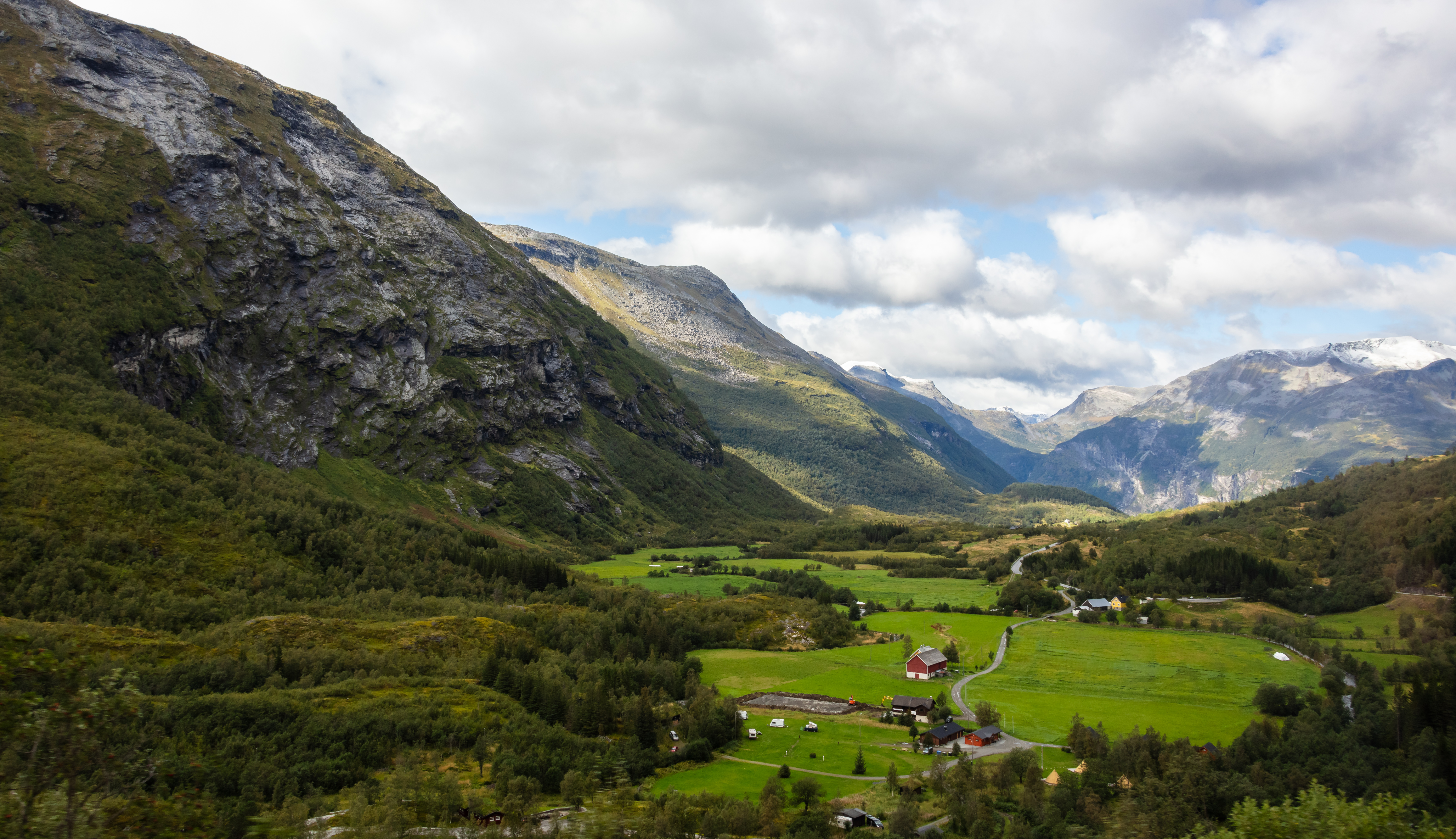
Valle de Geiranger.
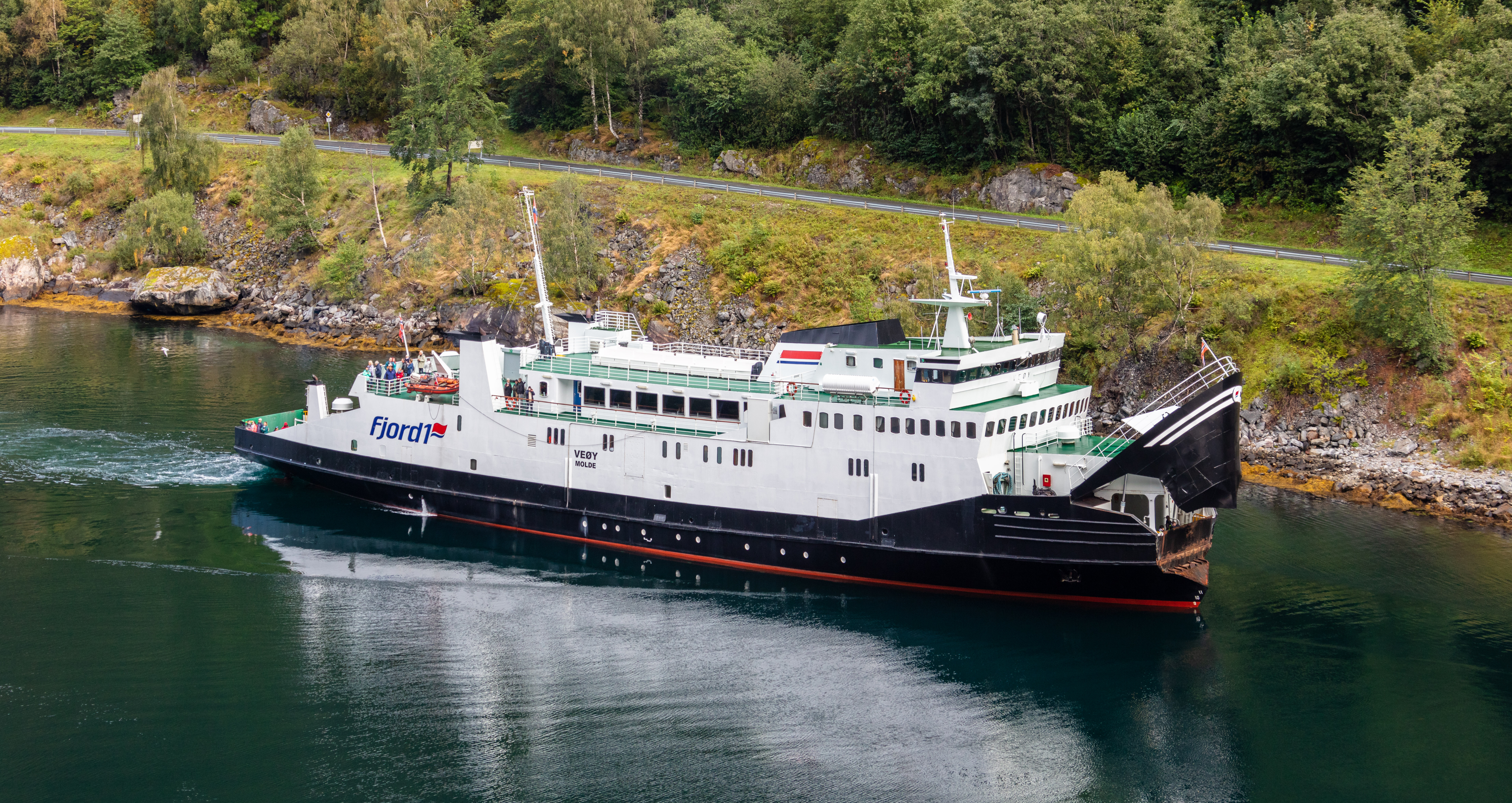
Navío Veøy, ferry regular a Geiranger.
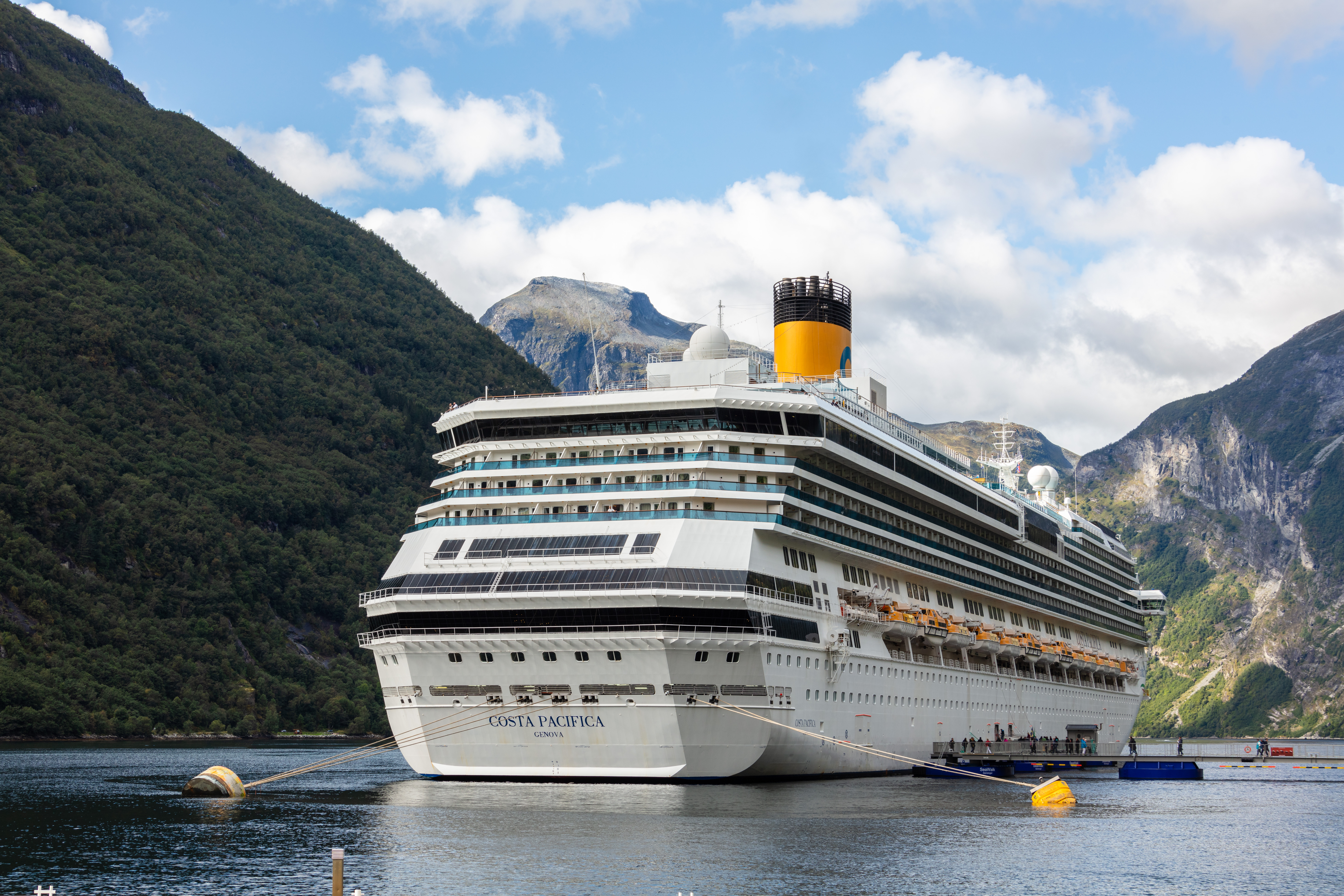
Geiranger recibe frecuentes visitas de cruceros.
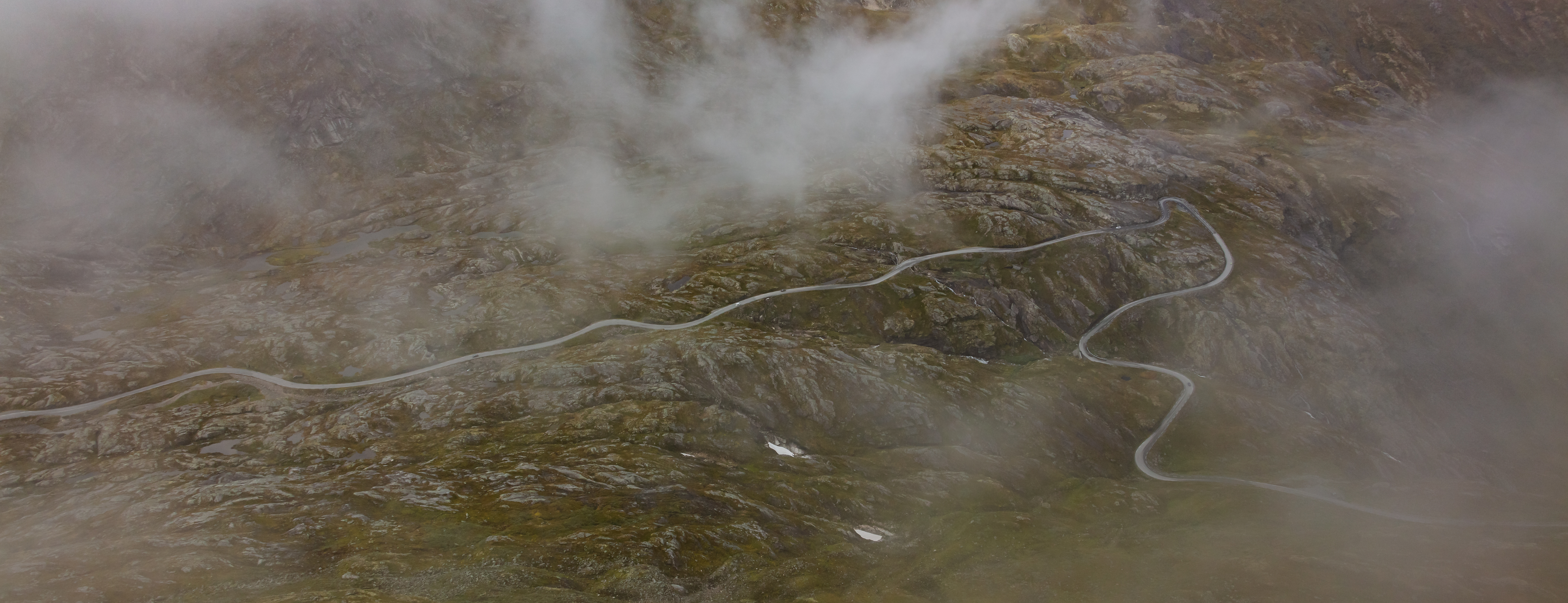
Carretera 63 de Djupvatnet a Geiranger.